# 史济怀
史济怀（1935年—），男，祖籍浙江湖州，生于上海，中国数学家，曾任中国科学技术大学副校长、研究生院院长、教授、博士生导师。